# Teresa Bustos del Castillo
María Teresa Bustos del Castillo, és una enginyera industrial i Màster MBA per l'IE, i directora de la factoria d'Airbus a Illescas (Toledo).
La seua trajectòria professional va començar com a enginyera de disseny a Técnicas Reunidas SA., el 1987 va començar a treballar a Construcciones Aeronáuticas S.A., des de 2008 ha exercit de directora del departament d'enginyeria de fabricació a Airbus Espanya, va estar uns anys a la factoria d'Airbus a Tolosa de Llenguadoc per a desenvolupar l'Airbus A350 i des de 2013 és directora de la fàbrica d'Airbus a Illescas, essent la primera dona que dirigeix una planta d'Airbus a Espanya. També és presidenta de l'associació EVA (Ellas Vuelan Alto), entitat que pretén rellançar el paper de la dona en la indústria aeronàutica.
Dona conferències en diverses universitats i centres de formació, és Mentora de dones d'alta direcció en el Programa Promociona d'ESADE des de 2016 i Presidenta de la Women network d'Airbus a Espanya. De més jove va ser àrbitre de bàsquet, jugadora de handbol a primera divisió, conductora de rali i escaladora.
Ha rebut diversos premis, en 2016 a la dona amb millor trajectòria professional al sector aeronàutic, 2017 a la millor Directiva de Castella - la Manxa, 2018 a la millor Carrera Professional de Castella - la manxa, i en 2019 va rebre el Premi Diversitat de l'EVAP (Associació d'Empresàries i Professionals de València) per la seua tasca en pro del talent femení en els càrrecs directius de la companyia aèria Airbus.